# تقاطع (جاده)

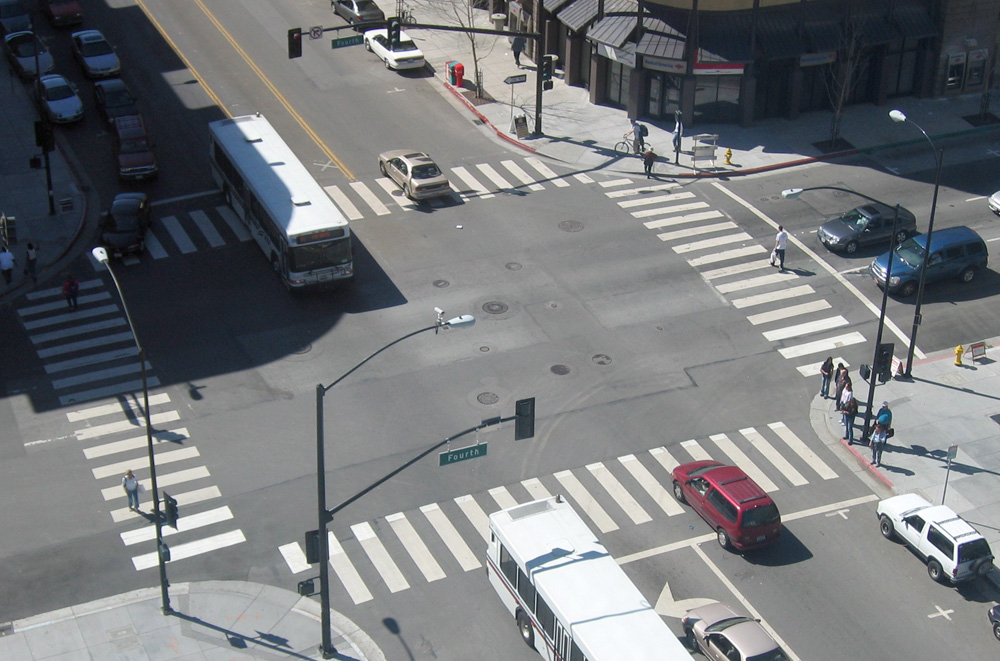
یک تقاطع در سن خوزه کالیفرنیا، ایالات متحده.

تقاطع یا بُرشگاه یا چهارراه محل گذر دو راه از یکدیگر است.
تقاطع‌ها انواع گوناگونی دارند از جمله تقاطع هم‌عرض، تقاطع هم‌سطح، تقاطع غیرهم‌سطح، تقاطع فرعی و اصلی، تقاطع دارای چراغ سه‌مرحله‌ای، سه‌راهی و چهارراه. میدان را نیز می‌توان در اصل نوعی تقاطع به‌شمار آورد.
تقاطع‌های راه و جاده با خط راه‌آهن نیز نوعی از تقاطع‌ها است. چنین تقاطع‌هایی می‌تواند بدون مستحفظ یا با مستحفظ باشد.